# Anthicus cervinus
Anthicus cervinus är en skalbaggsart som beskrevs av Laferté-sénectère 1849. Anthicus cervinus ingår i släktet Anthicus och familjen kvickbaggar. Inga underarter finns listade i Catalogue of Life.